# Dendryphantes madrynensis
Dendryphantes madrynensis är en spindelart som beskrevs av Cândido Firmino de Mello-Leitão 1940. Dendryphantes madrynensis ingår i släktet Dendryphantes och familjen hoppspindlar. Inga underarter finns listade i Catalogue of Life.